# جو باتوم
جو باتوم (به انگلیسی: Joe Bottom) (زادهٔ ۱۸ آوریل ۱۹۵۵) شناگر اهل ایالات متحده آمریکا است.